# 才賀紀左衛門
才賀 紀左衛門（さいが きざえもん、1989年2月13日 - ）は、日本のキックボクサー。大阪府堺市出身。サイガジム主宰。

## 来歴
幼稚園児のころから空手を始める。父はクレーンリース業の会社「サイガ」を創業した才賀紀彦。
2007年4月に上京し、K-1ルールディレクターの大成敦が主宰する大誠塾に入門する。
2007年12月31日、K-1 PREMIUM 2007 Dynamite!!で開催された「K-1甲子園 U-18日本一決定トーナメント」でリザーブファイトに出場する予定であったが、藤鬥嘩裟の欠場により本戦出場。1回戦でHIROYAと対戦。変則的な蹴り技を中心に攻撃するも判定負け。
2008年1月26日、中国で開催された「武林風大会」でK-1ルールの試合に出場し3R引き分けに終わる。
2008年2月2日、K-1 WORLD MAX 2008 〜日本代表決定トーナメント〜で行なわれたオランダとの3対3対抗戦の中堅戦でロイ・タンと対戦し、判定勝ち。
2008年7月7日、K-1 WORLD MAX 2008 World Championship Tournament FINAL8でタイロン・ヴァン・ウィックと対戦し、左ハイキックでKO勝ち。
2008年8月29日、K-1甲子園 KING OF UNDER 18 〜FINAL16〜のK-1 WORLD YOUTH スペシャルマッチで谷山俊樹と対戦し、0-0の判定ドローとなった。
2009年2月23日、K-1 WORLD MAX 2009 〜日本代表決定トーナメント〜でHIROYAと再戦するも、0-2の判定負け。
2009年8月10日、K-1甲子園2009 FINAL16のスーパーファイトで小林幸太と対戦し、3-0の判定勝ち。
2009年9月28日、Survivor Round.1で小比類巻太信と2分2Rのスペシャルエキシビションマッチで対戦。2Rには右ストレートで人生初のダウンを奪われた。
2009年12月9日、Survivor 〜Round.2〜でKO-ICHIと対戦し、左ハイキックでKO勝ち。
2010年1月25日、Survivor 〜Round.3 立川隆史・引退記念興行〜で白神喜弘と対戦し、ローキックを多用し判定勝ち。
2010年5月2日、K-1 WORLD MAX 2010 〜-63kg Japan Tournament 1st Round〜でK-1デビュー戦のファイヤー原田と対戦し、3-0の判定勝ち。試合後に原田は肋骨骨折と肺に穴が空く重傷を負い入院。
2010年7月5日、K-1 WORLD MAX 2010 〜-63kg Japan Tournament FINAL〜では準々決勝で石川直生に1Rに右ストレートでダウンを奪い、さらに2Rに胴廻し回転蹴りで石川をぐらつかせて大差の判定勝ち。準決勝では大和哲也に左フックもらい初のKO負け。
2010年10月3日、K-1 WORLD MAX 2010 FINAL16でイ・ソンヒョンと対戦し2Rに2度のダウンを奪われ0-3の判定負け。
2011年1月9日、初のKrush参戦となった、Krush-63kg初代王座決定トーナメント1回戦で寺崎直樹と対戦し、判定勝ち。試合後のマイクでは準決勝の相手として梶原龍児を指名した。
2011年4月30日、Krush初代王座決定トーナメント準決勝で梶原と対戦。2Rにダウンを奪われ、3Rで盛り返すも判定負け。
2011年6月25日、国立代々木競技場第二体育館で開催されたK-1 WORLD MAX 2011 〜-63kg Japan Tournament Final〜の準々決勝で久保優太と対戦し、2Rにポイントを奪われ3R終了間際に盛り返すも0-2の判定負け。1回戦で敗退となった。
2011年9月25日、K-1 WORLD MAX 2011 -70kg Japan Tournament FINALでコンバットリーグ世界王者ヴァルドリン・ヴァトニカイと対戦し3-0の判定勝ち。
2013年3月20日、親交の深い飯伏幸太と組み、DDTでプロレスデビューした。
2014年10月5日、総合格闘技デビュー戦となったパンクラス「PANCRASE 261」でライダーHIROと対戦し、判定勝ち。
2017年7月30日、「RIZIN FIGHTING WORLD GRAND-PRIX 2017 バンタム級トーナメント 1st ROUND -夏の陣-」でミックスルールで那須川天心と対戦し、1R1分36秒でKO負け。
2021年12月4日、大阪で行われた「K-1 WORLD GP 2021 JAPAN」でK1復帰するも、玖村修平（K-1ジム五反田チームキングス）と対戦し1ラウンド67秒KO負けとなった。この試合での急激な減量によるコンディション不足について解説者の魔裟斗や関根勤が苦言を呈した。
2023年11月23日、BreakingDown10で喧嘩自慢100人によるトーナメントで優勝した細川一颯と対戦し、延長ラウンドでKO負け。

## 選手としての特徴
ハイキックに利がある選手であり、ファイヤー原田は2010年に開催されたK-1 WORLD MAX 2010にて才賀と対戦し（原田のK-1デビュー戦でもあった）、「どこからでもハイキックを出すことが可能で、身体能力が高い選手」という趣旨の評価をしている。
デビュー戦から入場曲はブラック・アイド・ピーズの「レッツ・ゲット・イット・スターティッド」。
2010年に開催されたK-1 WORLD MAX 2010にて、ファイヤー原田に対し「僕は悪い人なので下の歯を全部折ってやります」、石川直生に対し「E.T.にソックリやん！」などの挑発行為を行っていた。その一方で上記の原田と大和哲也には称賛のコメントも発している。

## 私生活
一般人女性との間に子どもが2人おり、一般人女性とは2011年6月に離婚。
2014年9月14日、タレントのあびる優と再婚することを『アッコにおまかせ!』内であびるが明かした。2015年5月5日にあびるとの第1子女児を授かった。2019年12月4日にあびると離婚。長女の親権は才賀が持つ。
2020年1月、あびるが東京家庭裁判所へ親権者変更を求める調停、同年8月には子どもの引渡しを求める調停を起こした。2021年2月に東京家庭裁判所は親権の変更を認め、子どもの引渡しを命令する審判を下した。2021年4月、東京高裁は東京家庭裁判所の審判を不服とした才賀からの抗告を棄却。あびるへの親権変更と子どもの引渡しが決定した。
2022年6月にブロガーの女性と事実婚をしたことを公表。同年10月には男児が誕生した。2023年7月19日、お相手のブログにて事実婚を解消したことが報告された。

## 戦績

### プロキックボクシング
| キックボクシング 戦績 | キックボクシング 戦績 | キックボクシング 戦績 | キックボクシング 戦績 | キックボクシング 戦績 | キックボクシング 戦績 | キックボクシング 戦績 |
| --------------------- | --------------------- | --------------------- | --------------------- | --------------------- | --------------------- | --------------------- |
| 32 試合               | (T)KO                 | 判定                  | その他                | 引き分け              | 無効試合              |                       |
| 21 勝                 | 4                     | 16                    | 1                     | 2                     | 0                     |                       |
| 9 敗                  | 3                     | 6                     | 0                     | 2                     | 0                     |                       |

| 勝敗 | 対戦相手                    | 試合結果                              | 大会名 | 開催年月日     |
| ×    | 玖村修平                    | 1R 1:07 KO（右ストレート）            | K-1 WORLD GP 2021 JAPAN ～スーパー・ウェルター級＆フェザー級ダブルタイトルマッチ～                                                    | 2021年12月4日  |
| ○    | 卜部弘嵩                    | 2R 失格（ローブロー）                 | K-1 WORLD GP 2020 JAPAN～K-1冬の大一番～                                                                                              | 2020年12月13日 |
| ○    | 小磯哲史                    | 3R終了 判定3-0                        | REBELS.57 | 2018年8月3日   |
| ○    | キム･ジンクー               | 2R 2:36 KO（3ダウン：左ボディブロー） | PANCRASE 257 | 2014年3月30日  |
| ×    | 歌川暁文                    | 2R 1:23 TKO（タオル投入）             | シュートボクシング協会 「SHOOT BOXING 2013 act.3」 【SB日本スーパーフェザー級タイトルマッチ】                                         | 2013年6月23日  |
| ○    | ナグランチューン・マーサM16 | 3R+延長1R終了 判定3-0                 | シュートボクシング協会 「SHOOT BOXING 2013 act.2」 【SB日本スーパーフェザー級王座挑戦者決定戦】                                       | 2013年4月20日  |
| ○    | 山内慎人                    | 3R終了 判定3-0                        | シュートボクシング協会 「SHOOT BOXING 2013 act.1」                                                                                    | 2013年2月22日  |
| ○    | MASAYA                      | 3R終了 判定3-0                        | シュートボクシング協会 「SHOOT BOXING WORLD TOURNAMENT S-cup 2012」                                                                   | 2012年11月17日 |
| ○    | 稲石竜弥                    | 3R終了 判定5-0                        | IT’S SHOWTIME JAPAN countdown-2 | 2012年7月29日  |
| ○    | 塚原光斗                    | 1R 1:53 TKO（バックスピンキック）     | 蹴拳VI 【IT'S SHOWTIME JAPAN 61kg級王座決定戦選考試合】                                                                               | 2012年5月20日  |
| ×    | 卜部功也                    | 3R終了 判定0-2                        | Krush.17 | 2012年3月17日  |
| ○    | 後藤勝也                    | 3R終了 判定2-0                        | Krush.16 | 2012年2月17日  |
| ○    | ヴァルドリン・ヴァトニカイ  | 3R終了 判定3-0                        | K-1 WORLD MAX 2011 -70kg Japan Tournament FINAL                                                                                       | 2011年9月25日  |
| ○    | 大沢文也                    | 3R終了 判定2-0                        | 谷山ジム「ビッグバン・統一への道 其の六」                                                                                             | 2011年8月21日  |
| ×    | 久保優太                    | 3R終了 判定0-2                        | K-1 WORLD MAX 2011 -63kg Japan Tournament FINAL 【1回戦】                                                                             | 2011年6月25日  |
| ×    | 梶原龍児                    | 3R終了 判定0-3                        | Krush初代王座決定トーナメント 〜Triple Final Round〜 【Krush-63kg初代王座決定トーナメント準決勝】                                     | 2011年4月30日  |
| ○    | 寺崎直樹                    | 3R終了 判定3-0                        | Krush初代王座決定トーナメント 〜Round.2〜 【Krush-63kg初代王座決定トーナメント1回戦】                                                 | 2011年1月9日   |
| ×    | イ・ソンヒョン              | 3R終了 判定0-3                        | K-1 WORLD MAX 2010 IN SEOUL -70kg World Championship Tournament FINAL16                                                               | 2010年10月3日  |
| ×    | 大和哲也                    | 2R 2:13 KO（左フック）                | K-1 WORLD MAX 2010 〜-70kg World Championship Tournament FINAL16 / -63kg Japan Tournament FINAL〜 【-63kg Japan Tournament 準決勝】   | 2010年7月5日   |
| ○    | 石川直生                    | 3R終了 判定3-0                        | K-1 WORLD MAX 2010 〜-70kg World Championship Tournament FINAL16 / -63kg Japan Tournament FINAL〜 【-63kg Japan Tournament 準々決勝】 | 2010年7月5日   |
| ○    | ファイヤー原田              | 3R終了 判定3-0                        | K-1 WORLD MAX 2010 〜-63kg Japan Tournament 1st Round〜 【1回戦】                                                                     | 2010年5月2日   |
| ○    | 白神喜弘                    | 3R終了 判定3-0                        | Survivor 〜Round.3 立川隆史・引退記念興行〜                                                                                           | 2010年1月25日  |
| ○    | KO-ICHI                     | 2R 2:31 KO（左ハイキック）            | Survivor 〜Round.2〜 | 2009年12月9日  |
| ○    | 小林幸太                    | 3R終了 判定3-0                        | K-1甲子園2009 FINAL16 | 2009年8月10日  |
| ×    | HIROYA                      | 3R終了 判定0-2                        | K-1 WORLD MAX 2009 〜日本代表決定トーナメント〜                                                                                       | 2009年2月23日  |
| △    | 谷山俊樹                    | 3R終了 判定0-0                        | K-1甲子園 KING OF UNDER 18 〜FINAL16〜                                                                                                | 2008年8月29日  |
| ○    | タイロン・ヴァン・ウィック  | 2R 1:39 KO（左ハイキック）            | K-1 WORLD MAX 2008 World Championship Tournament FINAL8                                                                               | 2008年7月7日   |
| ○    | ロイ・タン                  | 3R終了 判定3-0                        | K-1 WORLD MAX 2008 〜日本代表決定トーナメント〜                                                                                       | 2008年2月2日   |
| △    | 不明（中国選手）            | 3R終了 判定                           | 武林風大会 | 2008年1月26日  |
| ×    | HIROYA                      | 3R終了 判定0-3                        | K-1 PREMIUM 2007 Dynamite!! 【K-1甲子園 U-18日本一決定トーナメント 1回戦】                                                            | 2007年12月31日 |

### 総合格闘技
| 総合格闘技 戦績 | 総合格闘技 戦績 | 総合格闘技 戦績 | 総合格闘技 戦績 | 総合格闘技 戦績 | 総合格闘技 戦績 | 総合格闘技 戦績 |
| --------------- | --------------- | --------------- | --------------- | --------------- | --------------- | --------------- |
| 8 試合          | (T)KO           | 一本            | 判定            | その他          | 引き分け        | 無効試合        |
| 4 勝            | 3               | 0               | 1               | 0               | 0               | 0               |
| 4 敗            | 1               | 1               | 2               | 0               | 0               | 0               |

| 勝敗 | 対戦相手           | 試合結果                          | 大会名                                                                | 開催年月日     |
| ○    | JACK               | 1R 1:22 TKO（左ボディブロー）     | DEEP 94 IMPACT                                                        | 2020年3月1日   |
| ×    | 朝倉海             | 2R 2:34 TKO（グラウンドの膝蹴り） | RIZIN FIGHTING WORLD GRAND-PRIX 2017 2nd ROUND                        | 2017年12月29日 |
| ×    | 伊藤盛一郎         | 2R（10分/5分）終了 判定0-3        | RIZIN 2017 in YOKOHAMA -SAKURA-                                       | 2017年4月16日  |
| ○    | ディラン・ウエスト | 1R 2:03 KO (パウンド)             | RIZIN FIGHTING WORLD GRAND-PRIX 2016 無差別級トーナメント FINAL ROUND | 2016年12月31日 |
| ×    | 山本アーセン       | 2R（10分/5分）終了 判定1-2        | RIZIN FIGHTING WORLD GRAND-PRIX 2016 無差別級トーナメント 開幕戦      | 2016年9月25日  |
| ×    | 所英男             | 1R 5:16 アームバー                | RIZIN FIGHTING WORLD GRAND-PRIX 2015 さいたま3DAYS                    | 2015年12月29日 |
| ○    | 亮AKB              | 1R 2:40 TKO（パウンド）           | PANCRASE 264                                                          | 2015年2月1日   |
| ○    | ライダーHIRO       | 3分3R終了 判定3-0                 | PANCRASE 261                                                          | 2014年10月5日  |

### ミックスルール
| 勝敗 | 対戦相手   | 試合結果                  | 大会名                                                  | 開催年月日    |
| ×    | 那須川天心 | 1R 1:36 KO (左ストレート) | RIZIN FIGHTING WORLD GRAND-PRIX 2017 1st ROUND -夏の陣- | 2017年7月30日 |

### エキシビション
| 勝敗 | 対戦相手     | 試合結果           | 大会名                                     | 開催年月日    |
| ー   | 武尊         | 2分2R終了 判定なし | K-1 WORLD GP 2020 JAPAN～K-1秋の大阪決戦～ | 2020年9月22日 |
| ー   | 小比類巻太信 | 2分2R終了 判定なし | Survivor Round.1                           | 2009年9月28日 |

### アマチュアキックボクシング
| 勝敗 | 対戦相手 | 試合結果                         | 大会名         | 開催年月日     |
| ×    | 細川一颯 | 1分1R+延長1R 0:45 KO（右フック） | BreakingDown10 | 2023年11月23日 |